# Exército de Anders

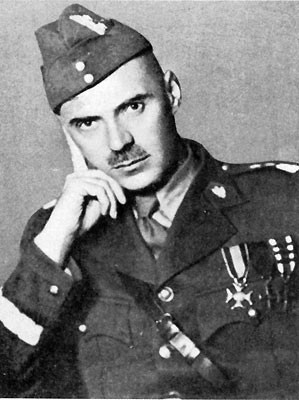
General Wladyslaw Anders, comandante do II Corpo Polonês

Exército de Anders posteriormente denominado Segundo Corpo do Exercito Polonês - Formação militar comandada pelo General Wladyslaw Anders entre 1941 e 1942 no território da URSS, em acordo com o governo polonês no exílio, por cidadãos poloneses que foram feitos prisioneiros na invasão da Polônia pela União soviética em 1939.

## A primeira tentativa de criar uma formação militar polonesa na URSS
Em 2 de novembro de 1940, Laurenti Beria, seguindo ordens de Stalin, propôs a formação de uma divisão militar com o restante dos prisioneiros poloneses que estavam na URSS, depois de terem executados milhares deles em abril e maio de 1940, para ser usada em eventual guerra contra a Alemanha.
Foram selecionados 24 ex-oficiais poloneses (3 generais, um coronel, oito tenentes-coronéis, seis majores e capitães, seis tenentes e alferes) que estavam dispostos a participar de uma possível guerra entre a URSS e a Alemanha.
Alguns destes agentes (Grupo Zygmunt Berling, General Marian Yanushaytis) consideravam-se livres de qualquer obrigação com o Governo de Wladyslaw Sikorski, enquanto outros (Generais Mieczyslaw Boruta-Spehovich e Vaclav Pshezdetsky) afirmaram que participariam na guerra ao lado da União Soviética na condição de aliados e que estariam sob as ordens do governo polonês exilado em Londres.
No entanto, por temer que a decisão soviética de criar uma divisão polonesa precipitasse um ataque pela Alemanha, tal decisão foi aprovada somente em 4 de junho de 1941.
Em 1 de julho de 1941 foi criada a 238ª Divisão de Infantaria do Exército Vermelho com poloneses e outros que falavam polonês, ou seja, já posteriormente à invasão da URSS pela Alemanha em 22 de junho.

## O acordo sobre a formação do exército polonês na URSS
O ataque da Alemanha contra a União Soviética criou uma situação nova e levou a liderança soviética para não colaborar com qualquer grupo de oficiais poloneses, e sim com o governo de Wladyslaw Sikorski no exílio.
Em 30 de julho de 1941 em Londres, o embaixador soviético para o Reino Unido Ivan Maisky e o primeiro-ministro polonês Sikorski assinaram um acordo para restabelecer relações diplomáticas, que previa a anistia para todos os cidadãos poloneses no território soviético:
Em 12 de agosto de 1941 o Soviete Supremo da URSS emitiu um decreto de anistia.
Em 14 de agosto foi celebrado um acordo militar, que pretendia criar em um curto espaço de tempo na União Soviética um corpo do Exército polonês, que seria uma parte das forças armadas da República soberana da Polônia, que lutaria contra a Alemanha nazista e após a guerra retornaria para a Polônia.
Em 6 de agosto de 1943 o General Wladyslaw Anders foi nomeado comandante do segundo corpo do exército polonês localizado na Palestina, formado por diversas unidades polonesas, entre elas aquele formado na Russia.

## Formação do Exercito de Anders
Em 16 de agosto de 1941 ocorreu uma reunião com o General Alexey Pavlovich Panfilow na qual foi decidida a formação do Exercito polones na URSS por meio do recrutamento obrigatório e voluntário, que contaria com duas divisões de infantaria com entre 7.000 e 8.000 homens cada, tal formação deveria ser apressada para garantir sua entrada na zona de guerra o mais rapidamente possível.
O cronograma dependia do recebimento de armas, munições, uniformes e outros suprimentos que os generais poloneses esperavam obter da Inglaterra e dos Estados Unidos, por meio do governo soviético.
Em 19 de agosto ocorreu a segunda reunião da comissão conjunta soviético-polaca na qual ficou decidido que além das duas divisões de infantaria, haveria um regimento de reserva.
Em 1 de outubro decidiu-se que cada divisão teria 10 mil homens, e 5 mil no regimento de reserva.
Em 25 de dezembro ficou definido que teria 6 divisões, totalizando 96 mil homens, e que seria deslocado para a Ásia Central (Quirguizistão, Usbequistão e Casaquistão).
No início de 1942, durante uma visita às instalações do Exército de Anders, Sikorski disse que aquela formação estaria pronta para a batalha contra a Wehrmacht em 15 de junho.
Em 1º de março de 1942, Beria relatou a Stalin que exército polonês na URSS tinha 60 mil homens.

## Exército de Anders no Irã

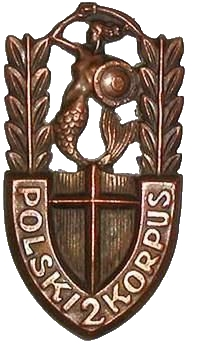
Emblema do II Corpo Polonês

A desconfiança mútua impedia uma ação militar conjunta em solo soviético, então as autoridades soviéticas reduziram o suprimento de alimentos, o que levou o grosso daquela formação militar a retirar-se da URSS pela fronteira com o Irã, para juntar-se ao Exército Britânico.
Alguns poloneses não foram junto com Anders para o Irã e formaram Primeira Divisão de Infantaria polonesa Tadeusz Kosciuszko, comandada por Zygmunt Berling e subordinada à União Soviética.
Em 1 de setembro de 1942 a evacuação do Exército  de Anders havia acabado. Chegaram ao Irã 69.917 pessoas, incluindo 41.103 militares.
No total, durante as duas evacuações da União Soviética deixaram cerca de 80.000 soldados e mais de 37.000 membros das suas famílias.
O Exército de Anders passou a ser denominado como "Exército polonês no Oriente", sendo 30% dos componentes do exército composto por ucranianos e bielorrussos.
Na Palestina, juntaram-se a várias unidades menores polonesas que lutavam junto com o Exército Britânico, que tinham conseguido escapar após a derrota da Polônia em 1939.
Nesta nova etapa foi denominado Segundo Corpo Polonês sendo agregado como unidade independente ao Exército Britânico.
No total, eram 48 mil soldados, 248 peças de artilharia, 288 armas anti-tanque, 234 armas anti-aéreas, 264 tanques, 1.241 veículos blindados, 440 carros blindados e 12.064 automóveis.
A estes não se juntaram os aviadores poloneses integrados à RAF.

## Segundo Corpo Polonês na Itália
Em janeiro de 1944, foram enviados para a Itália como parte do 8º Exército Britânico. Entre janeiro e maio de 1944, as forças aliadas tentaram, sem sucesso por três vezes para tomar o Monte Cassino, fundamental para ruptura da Linha Gustav, que era a linha defensiva alemã ao Sul de Roma.
Em 11 de maio, inicia-se o quarto assalto, que contou com a presença do Segundo Corpo Polonês, em 18 de maio, após combates ferozes a linha alemã foi quebrada entre o mosteiro de Monte Cassino e a costa. Essa vitória levou a tomada de Roma, em 4 de junho.
Depois disso, o Segundo Corpo Polonês travou outras batalhas na Itália, tendo travado sua última batalha em abril de 1945, participando da captura de Bolonha.
Até 1946, manteve-se na Itália, integrando as forças de ocupação. Em seguida, foi transferido para o Reino Unido e não foi dissolvido. A maioria dos seus homens, assim como seu comandante, não queria voltar para a Polônia comunista e permaneceu no exílio.